# Romanivka, Zinkiv
Romanivka (în ucraineană Романівка) este un sat în comuna Zahrunivka din raionul Zinkiv, regiunea Poltava, Ucraina. În secolul al XIX-lea, satul făcea parte din volostul Kovalivka, uezdul Zinkiv.

## Demografie
Componența lingvistică a localității Romanivka
     Ucraineană (99,25%)
     Alte limbi (0,75%)
Conform recensământului din 2001, majoritatea populației localității Romanivka era vorbitoare de ucraineană (99,25%), existând în minoritate și vorbitori de alte limbi.